# Harm Boom

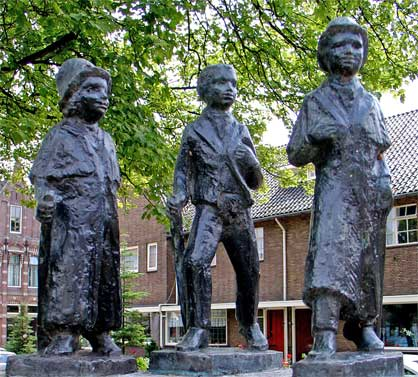
Beeldengroep "De drie podagristen" in Coevorden (door Charles Hammes).

Harm Boom (Gramsbergen, 1 december 1810 – Assen, 12 juni 1885) was een Drentse schrijver en journalist.

## Levensloop
Harm Boom werd op 1 december 1810 te Gramsbergen geboren als zoon van de onderwijzer Johannes Boom en Janna Beenen. Evenals zijn vader werd Harm Boom onderwijzer. Na eerst hulponderwijzer geweest te zijn in Raalte en tien jaar onderwijzer in Kampen vestigde hij zich in 1840 als kruidenier in Coevorden en werd vervolgens kort daarna journalist. Hij trouwde er op 28 november 1849 met Roelina Johanna Slingenberg. Op 12 juni 1885 overleed hij op 74-jarige leeftijd te Assen.

## De journalist Harm Boom
Harm Boom begon zijn journalistieke carrière als verslaggever bij het Haagsche Dagblad . Daarna werd hij redacteur van resp. de Provinciale Overijsselsche Courant en Zwolsche Courant, de Utrechtse Avondpost en hoofdredacteur van de Amsterdamsche Courant. Vervolgens werkte hij als redacteur voor de ‘s Gravenhaagsche Nieuwsbode, het Zondagsblad, de Nederlander en de Utrechtse Provinciale Stads-Courant. Ten slotte werd hij medewerker en redacteur van de Provinciale Drentsche en Asser Courant te Assen, waar hij zich ook omstreeks 1859 vestigde. Na een conflict in 1884 werd hij redacteur bij de Nieuwe Provinciale Drentsche en Asser Courant.

## De drie podagristen
Harm Boom schreef o.a. samen met de predikant Alexander Lodewijk Lesturgeon en de uitgever Dubbeld Hemsing van der Scheer onder het pseudoniem de drie podagristen “Drenthe in vlugtige omtrekken geschetst". Het werk was een verzameling volksverhalen, volkskundige feiten en dialectwoorden in de vorm van een reisbeschrijving. Het werk markeert het begin van de drentstalige literatuur. Daarna kwam pas een constante stroom opgang - aldus dr. H. Nijkeuter - van letterkundige Drentse uitgaven in boekvorm.

## Betekenis van Boom voor de Drentse literatuur
Harm Boom heeft grote betekenis gehad voor de ontwikkeling van de drentstalige literatuur. Door zijn positie bij de Drentse kranten bereikte hij een groot publiek. Hij schreef talrijke verhalen (vaak in feuilletonvorm) in het Drents. Diverse feuilletons zijn later in boekvorm uitgekomen en werden regelmatig herdrukt.